# Napoleon Dynamite
Napoleon Dynamite ist eine US-amerikanische Filmkomödie, die das Slacker-Leben rund um den gleichnamigen Schüler der Preston High School in Idaho erzählt. Der Film erschien in deutscher Sprache zunächst nur auf der englischen DVD und kam in Deutschland erst später (am 18. Mai 2006) in die Kinos.

## Handlung
Der etwas merkwürdige Napoleon Dynamite lebt mit seiner Großmutter und seinem 32 Jahre alten Bruder Kip zusammen, der den ganzen Tag damit verbringt, in Internet-Chats weibliche Bekanntschaften zu suchen. Als Napoleons Großmutter sich bei einem Ausflug verletzt, taucht Napoleons Onkel Rico auf, der auf die beiden Brüder aufpassen soll.
Sabotiert durch die ungewöhnlichen Einflüsse von Onkel Rico ist Napoleon darum bemüht, eine Partnerin für den Schultanzabend zu finden und verhilft seinem besten Freund Pedro zur Wahl zum Schulpräsidenten.

## Kritiken
Napoleon Dynamite erhielt überwiegend positive Kritiken und konnte auf Rotten Tomatoes eine Wertung 71 % basierend auf 173 Rezensionen erzielen. Metacritic ermittelte einen Score von 64 bei 36 Kritiken.

„Eine konsequent im Retro-Look der 1980er-Jahre gestaltete Coming-of-Age-Komödie, deren skurriler Charme der Low-Budget-Produktion in den USA zu einem Überraschungserfolg verholfen hat.“

„‚Napoleon Dynamite’ gelingt das, wovon alle Filmemacher insgeheim träumen: Er trifft den Nerv eines bestimmten Publikums zentimetergenau. Warum dies so ist, lässt sich relativ leicht beantworten. Die Story, sofern sie als eine solche zu bezeichnen ist, enthält kaum einen dramaturgischen Spannungsbogen und spielt keine Rolle. Es sind die Charaktere, welche den Film sehenswert machen. Jared Hess inszeniert eine beispiellose Freakshow wie sie seit Werner Herzogs ‚Stroszek’ wohl nicht mehr in dieser Intensität auf der Leinwand zu sehen war.“

## Auszeichnungen
Der Film wurde beim Sundance Film Festival 2004 für den Grand Jury Prize als bester dramatischer Film nominiert.
Der Film (mitproduziert von MTV Films) konnte bei den MTV Movie Awards 2005 in drei Kategorien gewinnen: „Best Movie“, „Best Musical Performance“ und „Breakthrough Male“ (jeweils für Jon Heder). Bei den Golden Trailer Awards 2005 gewann der Film den Preis für Best Comedy. Auch den Teen Choice Award 2005 gewann der Film in vier Kategorien. Jon Gries wurde für seine Rolle im Film für den Teen Choice Award und den Independent Spirit Award nominiert.

## Trivia
- Jon Gries (Onkel Rico) und später auch Efren Ramirez (Pedro), tragen Perücken, die auf Fliegen anziehend wirkten.
- Jon Gries isst kein blutiges Fleisch, man sieht im Film einige Male, wie er das Fleisch, das er kaut, in seine Hand spuckt.
- Einige Szenen wurden improvisiert, zum Beispiel Kips Reaktion, nachdem er die Tupper-Schüssel überfährt.
- Nach den Credits kommt eine versteckte Szene, die Kips und La Fawnduhs Hochzeit zeigt.
- Die Gerichte, die im Vorspann zu sehen sind, darunter ein Corn Dog in einer silbernen Aluschale, werden alle später im Film von den Personen gegessen, die sie vorstellen. Dieser Vorspann wurde von Aaron Ruell (Kip) entworfen und war in der ersten Fassung des Films noch nicht zu sehen.
- Liger gibt es wirklich, sie sind die Kreuzung aus einem männlichen Löwen und einem weiblichen Tiger.
- In der Szene, in der Napoleon Dynamite und Pedro die selbstgezeichneten Wahlkampfplakate an die schulischen Spinde kleben, erklingt die Titelmelodie der Fernsehserie Das A-Team aus den 1980er Jahren.
- Auf der US-DVD befindet sich als Feature der Kurzfilm Peluca aus dem Jahre 2002, welcher als Vorlage für Napoleon Dynamite dient. Auch hier spielt Jon Heder die Hauptrolle.
- Der Low Budget-Film (Kosten: ca. 400.000 Dollar) spielte weltweit gerundet 46,1 Millionen Dollar wieder ein. Die Gage von Jon Heder betrug zunächst nur 1000 Dollar, nach dem finanziellen Erfolg erhandelte Heder nachträglich eine erhöhte Gage.[6]
- 2025 sind Teile des Teams und der Schauspieler auf einer Live-Tour mit dem Film, auf der Comedy und Filmscreening gemixt werden.[7]